# Jean-Baptiste De Corte
Jean-Baptiste De Corte (Sint-Lievens-Houtem 29 september 1811 - Brugge 19 november 1873) was een rooms-katholiek priester en schrijver.

## Levensloop
Jean-Baptiste De Corte werd in 1836 tot priester gewijd. 
Hij werd opeenvolgend leraar aan het Klein Seminarie van Roeselare (1831-1843), kloosterbestuurder bij de Broeders van Liefde in Brugge (1843) en laatste principaal van het Duinencollege in Brugge (1845-46). Hij had er onder meer Guido Gezelle onder zijn leerlingen. Hij verwierf bij hen grote bekendheid als verteller en fabeldichter. Hij moest het onderspit delven in de concurrentiestrijd met het Sint-Lodewijkscollege van priester Henri Durieu. In 1846 ging hij als missionaris naar Engeland, in 1848 werd hij pastoor in Dottenijs, maar in 1851 was hij weer in Brugge als leraar Frans aan het Sint-Lodewijkscollege. In 1854 werd hij diocesaan schoolinspecteur voor het Bisdom Brugge.
Hij schreef letterkundige en godsdienstige werken. Hij kreeg ook grote bekendheid als predikant en bij zijn dood wees Guido Gezelle op zijn grote verdiensten in deze. Hij was ook journalist en publiceerde veel in de Gazette van Brugge en in de Standaerd van Vlaenderen.
In 1845 en 1846 was hij bestuurslid van het Genootschap voor Geschiedenis te Brugge.

## Publicaties
- Den dagboek der heylige, behelzende een kort begryp van de levens der heylige, en kortstondige meditatien voor al de dagen van het jaar, 1842
- Het Rozenhofken door Thomas à Kempis, uit het Latijn vertaeld, Roeselare, 1843.
- Verdichtsels of Fabelboek, Brugge, 1846 en verschillende herdrukken.
- Herménégilde, dialogue tragique, Brugge, 1848.
- Petit abrégé de l'Ancien Testament, Brugge, 1854 (meer dan elf herdrukken).
- Dagboek der heiligen, behelzende een kort begrip van de levens der heiligen en kortstondige meditatiën voor al de dagen van het jaar, Brugge, 1872. (talrijke herdrukken)
- Het Dagboek der Heiligen of Geurige paradijsrozen geplukt en verzameld uit de levens der heiligen, , Brugge, 1892